# Ilos (fill de Dàrdan)
Segons la mitologia grega, Ilos (en grec antic: Ἶλος) era un dels quatre fills i l'hereu de Dàrdan, rei de Dardània, i la seva esposa Batia, filla de Teucre.
Va morir sent un infant. La seva tomba és mencionada a la Ilíada d'Homer, on es diu que es trobava al bell mig de la Troade.